# Polyphylla taiwana
Polyphylla taiwana är en skalbaggsart som beskrevs av K. Sawada 1950. Polyphylla taiwana ingår i släktet Polyphylla och familjen Melolonthidae. Inga underarter finns listade i Catalogue of Life.